# Осока бледноватая
Осо́ка бледнова́тая, или Осо́ка меднобо́кая (лат. Carex pallescens) — многолетнее травянистое растение, вид рода Осока (Carex) семейства Осоковые (Cyperaceae).

## Ботаническое описание

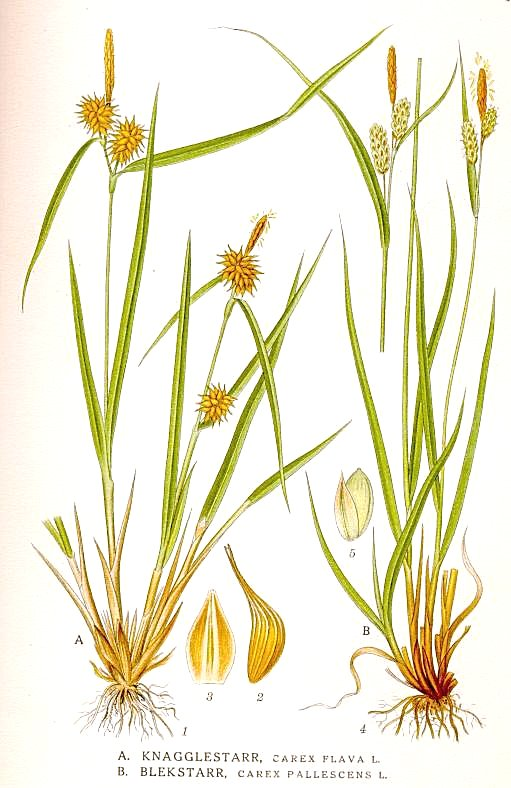
из книги «Bilder ur Nordens Flora», Stockholm
B — Carex pallescens

Светло-зелёное растение с густо-дернистым коротко-ползучим корневищем.
Стебли тонкие, наверху шероховатые или почти гладкие, 20—60 см высотой, у основания одетые красновато-бурыми безлистными влагалищами.
Листья большей частью мягкие, 2—4 мм шириной, короче стебля. Пластинки листьев и влагалища опушённые, пластинки могут быть голыми.
Колоски сближенные. Верхний колосок тычиночный, линейный или булавовидно-линейный, 0,5—1,5 см длиной, с яйцевидными и острыми, бледно-ржавчатыми, медно-красными или светло-ржавыми чешуями; остальные 2—4 пестичные, многоцветковые, довольно густые, яйцевидные или продолговатые, 0,8—2 см длиной, 0,5—0,6 см шириной, на гладкой ножке 1—3 см длиной, прямые или слегка склонённые. Чешуи пестичных колосков яйцевидные, острые или с коротким остриём, белёсые или слабо ржавчатые, с зелёной серединной полоской, короче мешочков и несколько у́же их. Мешочки продолговато-эллиптические, слегка вздутые, почти округлые в поперечном сечении, 3—3,5 мм длиной, бледно-зелёные, с очень тонкими 6—8 жилками, наверху и у основания округлые, по краю гладкие, точечные, без носика. Рылец 3; столбик в основании немного утолщённый.  Нижний кроющий лист без влагалища, с пластинкой, значительно превышающей соцветие, у основания волнистый.
Плодоносит в мае—июне.
Число хромосом 2n=64, 66.
Вид описан из Европы.
Carex chalcodeta V.I.Krecz., описанная Кречетовичем В.И. из Грузии, представляет сосбой субальпийскую экологическую форму Carex pallescens L. с более интенсивно окрашенными кроющими чешуями, чем у растений, обитающих в нижних поясах гор на лесных лугах, опушках, полянах, в светлых лесах.

## Распространение
Европа; Прибалтика; Европейская часть России: все районы, кроме Арктики; Беларусь; Украина; Молдова; Кавказ: все районы, кроме Предкавказья; Западная Сибирь: бассейн Оби (юг), верховья Тобола (север), бассейн Иртыша, Алтай; Восточная Сибирь: бассейн Енисея и низовьев Ангары, запад и восток Ангаро-Саянского района, южное побережье Байкала; Средняя Азия: север Арало-Каспийского района, Джунгарский Алатау (бассейн реки Коксу и долина реки Лепсы выше Лепсинска), Заилийский Алатау (бассейн реки Малой Алматинки); Западная Азия: Турция, Западная Сирия, Ливан, Северный Иран; Северная Америка: восток; Северная Африка: Тунис.
Растёт на лесных полянах, опушках, в разреженных лесах, на сыроватых лугах; до субальпийского пояса гор.

## Значение и применение
По наблюдениям в Кабардино-Балкарии поедается западнокавказским туром (Capra caucasica).